# 东沟乡 (乌鲁木齐市)
东沟乡，是中华人民共和国新疆维吾尔自治区乌鲁木齐市达坂城区下辖的一个乡镇级行政单位。

## 行政区划
东沟乡下辖以下地区：
苇子村、王家庄村、兰洲湾村、方家沟村、东湖村、月牙湾村和高崖子村。